# 才田智
才田 智（さいた さとしさん、1993年6月7日 - ）は、ジャパンラグビーリーグワンクボタスピアーズ船橋・東京ベイに所属するラグビー選手。

## プロフィール
- 福岡県出身。
- ポジションはプロップ(PR)。
- 身長 181 cm、体重 125 kg
- U20日本代表に選ばれたことがある[1]。
- 兄の修二は元ラグビー選手[2]。
- ニックネームはトントン。
- 好きな食べ物はロールケーキ。

## 略歴
小学4年生からラグビーを始めた。
2012年、東福岡高校卒業後、同志社大学に入学する。なお東福岡高校時代、高校日本代表候補に選ばれたことがある。　
2015年、同志社大学ラグビー部の主将に就任し、関西大学ラグビーリーグ戦Aでの8年ぶりの優勝に貢献した。
2016年、同志社大学卒業後、クボタスピアーズ(現・クボタスピアーズ船橋・東京ベイ)に加入。
2017年8月26日に行われたジャパンラグビートップリーグ第2節のNTTドコモレッドハリケーンズ戦にて途中出場で公式戦初出場を果たす。